# カンポット州
カンポット州（かんぽっとしゅう）は、カンボジア南部の州である。州都はカンポット。カンポット州は、北はコンポンスプー州及びタケオ州、南はタイランド湾およびケップ、西はシアヌークビル及びココン州、東はベトナムのキエンザン省に接する。

## 歴史
1973年にアメリカ軍がベトナム戦争から撤退した後のカンボジア内戦では、カンポットの戦い（1974年2月26日 - 4月2日）でロン・ノルが敗れ、中華人民共和国からの密接な支援を受けたクメール・ルージュが勝利した。

## 地理
カンポット州には、自然のままのビーチや Prek Compung Bay 川の上流にあるゾウ連山といった自然が残る。

## 人口動態
2004年現在、カンポット州の人口は595,036人で、20州4特別市中11位であり、全国民（13,542,400人）の4.4%にあたる。5歳未満の乳幼児人口は 71,515人で、人口の12%（全国平均は12%）にあたる。女性は人口の52%（全国平均は52%）を占める。世帯数は117,390世帯で、1世帯当たりの構成員数は5.1人（全国平均は5.1人）である。生産年齢（15歳以上65歳以下）人口に対する非生産年齢人口の比率は76%（全国平均は74%）である。

### 生活水準
カンボジア王国国立統計研究所のカンポット州・ケップ合計の調査によれば、2004年現在、合計人口は654,000人（男性313,000人、女性341,000人）、人口密度は127人/km2である。性比（女性100人に対する男性の人数）は91.6であり、生産年齢人口に対する非生産年齢人口の比率は80.7%である。転入者のうち、州外からは30.1%、国外からは0.6%である。全人口のうち、5歳未満は12.4%、15歳未満は40.9%、生産年齢は55.4%、65歳以上は3.7%、有権者（18歳以上）は51.6%である。
1世帯当たりの構成員数は5.0人、世帯主が女性の世帯は31.2%、男性の世帯は68.8%である。15歳以上についてみると、未婚者が27.5%（男性30.2%、女性25.2%）、配偶者ありが63.2%（男性67.6%、女性59.6%）、死別が6.1%（男性1.3%、女性10.0%）、離婚が2.6%（男性0.6%、女性4.2%）、生別が0.6%（男性0.2%、女性1.0%）である。
成人の識字率は73.6%（1998年は64.1%）であり、そのうち男性は86.2%（1998年は77.8%）、女性は63.3%（1998年は52.7%）である。
就労している人について主たる雇用形態の内訳をみると、雇用主が0.1%（男性0.1%、女性0.1%）、被用者が5.1%（男性8.1%、女性2.6%）、自営業者が41.7%（男性56.8%、女性29.2%）、家業手伝いが53.0%（男性35.0%、女性67.9%）、その他が0.0%（男性0.0%、女性0.1%）である。
居住用建物形態についてみると、恒久的なものが49.9%（1998年は33.8%）、半恒久的なものが24.6%（1998年は20.7%）、一時的なものが25.5%（1998年は45.5%）である。主たる光源の世帯分布をみると、電力公社からの購入が3.1%、自家発電が0.7%、電力公社からの購入及び自家発電の併用が0.7%、灯油が83.7%、電池が10.1%、その他が1.7%である。飲料水の主たる供給源の世帯分布をみると、上水道が2.6%、地下水の汲上げが8.9%、保護された井戸が4.4%、保護されていない井戸が24.0%、自然水が57.8%、購入が1.5%、その他が0.8%である。

## 隣接州
- シアヌークビル州
- コンポンスプー州
- タケオ州
- キエンザン省
- ケップ州

## 行政区画
カンポット州は、8県、92郡、482村に分かれる。
- 0701 Angkor Chey
- 0702 Banteay Meas
- 0703 Chhuk
- 0704 Chum Kiri
- 0705 Dang Tong
- 0706 Kampong Trach
- 0707 カンポット
- 0708 Kampong Bay